# Liste des maisons souveraines allemandes
Cet article recense de manière exhaustive les maisons souveraines en Allemagne.

## Royaumes
| Familles                 | Armoirie | Prétendant                                          | État                  |
| ------------------------ | -------- | --------------------------------------------------- | --------------------- |
| - Maison de Hanovre      |          | Ernest-Auguste, prince de Hanovre.                  | Royaume de Hanovre    |
| - Maison de Hohenzollern |          | Georges-Frédéric de Hohenzollern, prince de Prusse. | Royaume de Prusse     |
| - Maison de Saxe         |          | Ruediger, duc de Saxe.                              | Royaume de Saxe       |
| - Maison de Wittelsbach  |          | François, duc de Bavière.                           | Royaume de Bavière    |
| - Maison de Wurtemberg   |          | Charles, duc de Wurtemberg.                         | Royaume de Wurtemberg |

## Grands-duchés
| Familles                         | Armoirie | Prétendant                                        | État                                                                      |
| -------------------------------- | -------- | ------------------------------------------------- | ------------------------------------------------------------------------- |
| - Maison de Bade                 |          | Bernard, margrave de Bade.                        | Grand-duché de Bade                                                       |
| - Maison de Hesse                |          | Heinrich, landgrave de Hesse.                     | Grand-duché de Hesse                                                      |
| - Maison de Mecklembourg         |          | Georges-Borwin, duc de Mecklembourg.              | Grand-duché de Mecklembourg-Schwerin Grand-duché de Mecklembourg-Strelitz |
| - Maison d'Oldenbourg            |          | Christian, duc d’Oldenbourg.                      | Grand-duché d'Oldenbourg                                                  |
| - Maison de Saxe-Weimar-Eisenach |          | Michael-Benedikt, prince de Saxe-Weimar-Eisenach. | Grand-duché de Saxe-Weimar-Eisenach                                       |

## Duchés
| Familles                   | Armoirie | Prétendant                              | État                    |
| -------------------------- | -------- | --------------------------------------- | ----------------------- |
| - Maison d'Anhalt          |          | Eduard, prince d'Anhalt.                | Duché d'Anhalt          |
| - Maison de Saxe-Meiningen |          | Frédéric-Conrad, duc de Saxe-Meiningen. | Duché de Saxe-Meiningen |

## Principautés
| Familles                             | Armoirie | Prétendant                                | État                                                                          |
| ------------------------------------ | -------- | ----------------------------------------- | ----------------------------------------------------------------------------- |
| - Maison de Hohenzollern-Sigmaringen |          | Charles-Frédéric, prince de Hohenzollern. | Principauté de Hohenzollern-Sigmaringen Principauté de Hohenzollern-Hechingen |
| - Maison de Reuss                    |          | Henri XIV, prince de Reuss.               | Principauté Reuss branche cadette                                             |
| - Maison de Schaumbourg-Lippe        |          | Stephan, prince de Schaumbourg-Lippe.     | Principauté de Schaumbourg-Lippe                                              |
| - Maison de Schwarzbourg             |          | Éteint.                                   | Principauté de Schwarzbourg-Sondershausen                                     |
| - Maison de Waldeck-Pyrmont          |          | Guda, princesse de Waldeck-Pyrmont.       | Principauté de Waldeck-Pyrmont                                                |
| - Maison de Wied                     |          | Maximilian, prince de Wied.               | Comté de Wied-Neuwied                                                         |